# Kūr Kūreh
Kūr Kūreh (persiska: كور كوره) är en ort i Iran.   Den ligger i provinsen Kurdistan, i den nordvästra delen av landet, 300 km väster om huvudstaden Teheran. Kūr Kūreh ligger 1 967 meter över havet och antalet invånare är 338.
Terrängen runt Kūr Kūreh är kuperad.Runt Kūr Kūreh är det ganska glesbefolkat, med 23 invånare per kvadratkilometer. Närmaste större samhälle är Chālāb, 11,8 km öster om Kūr Kūreh. Trakten runt Kūr Kūreh består i huvudsak av gräsmarker.